# Honda Dualnote
La Honda Dualnote è una concept car realizzata dalla Honda nel 2001.

## Sviluppo
Realizzata per il salone dell'automobile di Tokyo del 2001, si poneva come prototipo per una vettura sportiva ad alte prestazioni con basso impatto ambientale.

## Tecnica
Il mezzo sfruttava il sistema Integrated Motor Assist che abbinava un propulsore i-VTEC 3.5 V6 a tre motori elettrici per l'erogazione totale di una potenza di 400 cv. Integrava inoltre l'Active Torque Transfer System per la gestione intelligente delle sospensioni e il Vehicle Stability Assist che era atto al controllo della stabilità del mezzo.